# Tom et Viv
Pour les articles homonymes, voir Tom et Viv.
Tom et Viv (Tom and Viv) est un film britannico-américain réalisé par Brian Gilbert, sorti en 1994.

## Synopsis
Biographie de T. S. Eliot.

## Fiche technique
- Titre original : Tom and Viv
- Réalisation : Brian Gilbert
- Scénario : Michael Hastings et Adrian Hodges
- Production : Paul Colichman (en), Miles A. Copeland III, Harvey Kass, Marc Samuelson et Peter Samuelson
- Musique : Debbie Wiseman
- Photographie : Martin Fuhrer
- Montage : Tony Lawson (de)
- Pays d'origine :  Royaume-Uni
- Format : Couleurs - 2,35:1 - Dolby
- Genre : Biographie
- Dates de sortie :
  - 15 avril 1994 au  Royaume-Uni
  - 2 décembre 1994 aux  États-Unis

## Distribution
- Willem Dafoe : Tom Eliot
- Miranda Richardson : Vivienne Haigh-Wood
- Rosemary Harris : Rose Haigh-Wood
- Tim Dutton : Maurice Haigh-Wood
- Nickolas Grace : Bertrand Russell
- Joanna McCallum : Virginia Woolf
- Roberta Taylor : Ottoline Morrell
- James Greene : Dr Cyriax
- Lou Hirsch : Capitaine Todd
- Geoffrey Bayldon : Harwent